# Call of the Blood
Pour plus de détails, voir Fiche technique et Distribution.
Call of the Blood (italien : Il richiamo del sangue) est un film dramatique italo-britannique réalisé par Ladislas Vajda et John Clements (en) et sorti en 1948.
Le film est un remake du film muet français L'Appel du sang (1920) de Louis Mercanton, lui-même adapté du roman britannique The Call of the Blood (1906) de Robert Smythe Hichens.

## Synopsis
À l'époque édouardienne (1901-1910), une famille britannique s'installe en Sicile où le mari a une liaison avec une femme de la région.

## Fiche technique
- Titre original anglais : Call of the Blood
- Titre original italien  : Il richiamo del sangue[1]
- Réalisateur : Ladislas Vajda et John Clements (en)
- Scénario : Basil Mason (en), Fabrizio Sarazani (it), Ákos Tolnay (hu), John Clements (en)
- Photographie : Ubaldo Arata, Wilkie Cooper
- Montage : Carmen Beliaeff
- Musique : Ludovico Lunghi
- Décors : Maurice Fowler
- Costumes : Elizabeth Haffenden
- Maquillage : Eileen Bates
- Production : Steven Pallos (en), John Stafford
- Société de production : Pendennis Productions, I.C.A.I., CIA
- Pays de production :  Italie -  Royaume-Uni
- Langue originale : italien, anglais
- Format : Noir et blanc - 1,37:1 - Son mono - 35 mm
- Durée : 88 minutes
- Genre : Drame
- Dates de sortie :
  - Royaume-Uni : 12 février 1948

## Distribution
- John Clements (en) : Julius Ikon
- Kay Hammond : Dr Anne Lester
- John Justin : David Erskine
- Hilton Edwards : Dr Robert Blake
- Robert Rietti : Gaspare
- Carlo Ninchi : Salvatore
- Lea Padovani : Maddelena
- Jelo Filippo : Sebastiono
- H.G. Stoker : oncle Ben
- Keith Pyott : Dr Sabatier
- Marcesa Faciacani : Lucretia